# Любомирский, Эдуард Михайлович
Князь Эдуард Михайлович Любомирский (пол. Edward Kazimierz Lubomirski; 1796—1823) — польский поэт, дипломат, писатель

, переводчик и историк. Камер-юнкер российского императорского двора. 

## Биография
Эдуард Любомирский родился в 1796 году в городке Дубно, что на Волыни; происходил из дворянского рода, сын польского магната и генерал-лейтенанта польской армии Михаила Любомирского и его жены Магдалены.  Образование получил в Варшавском лицее и закончил его в Вене, где и был назначен был на службу в русское посольство. 
Затем некоторое время Э. М. Любомирский служил при посольствах Российской империи в Берлине и Лондоне, а по возвращении из-за границы занялся хозяйством и литературой, проживая преимущественно в своем имении Радзымине, близ столицы Царства польского. При этом Любомирский продолжал числиться в Государственной коллегии иностранных дел в чине коллежского секретаря.
В 1823 году Эдуард Михайлович Любомирский, поссорившись с офицером конной польской гвардии, был вызван им на поединок и 26 февраля умер от огнестрельной раны, нанесенной ему противником на дуэли. 
Перед смертью он составил духовное завещание, в котором, в числе других пожертвований, определил 400 000 злотых на устройство благотворительного учреждения в Радзымине. Душеприказчиком своим он назначил двоюродного брата, графа Эдварда Рачинского; последний, однако, несколько иначе распорядился капиталом, оставленным Любомирским, и основал на его средства в Варшаве бесплатную глазную клинику для бедных. Впоследствии основной капитал этого учреждения был значительно увеличен новыми пожертвованиями, что дало возможность увеличить и число коек для пациентов.
Князь Любомирский известен и как автор ряда печатных трудов. Ему принадлежат: перевод с немецкого трагедии в 5 действиях А. Клингемана «Faust» (Варшава, 1819) и самостоятельные сочинения: «Dumy rycerskie» (часть І, Варшава, 1821), «Obraz historyczno-statystyczny Wiednia» (Варшава, 1821) и «Rys statystyczny i polityczny Anglii» (посмертное издание, Познань, 1829 год).
Эдуард Михайлович Любомирский был награждён орденами Святого Владимира 4-й степени и Святой Анны 3-й степени.